# Calaway H. Dodson
Calaway Homer "Cal" Dodson (Selma (Californië), 17 december 1928 – Sarasota, 9 augustus 2020) was een Amerikaans botanicus, taxonoom en orchideeënspecialist.

## Levensloop
Dodson specialiseerde zich al vroeg in zijn carrière in het onderzoek naar orchideeën. Hij maakte talrijke expedities naar het Neotropisch gebied in Midden- en Zuid-Amerika, vooral in de Andes in Colombia, Ecuador, Peru en Bolivia. Hij verzamelde daar orchideeën en ontdekte en beschreef nieuwe soorten van verschillende geslachten.
In 1960 begon hij in samenwerking met Robert Dressler aan een classificatie van de Maxillaria van het Amerikaanse continent. In 1965 presenteerde hij een studie over de bestuivers van orchideeën en het verband met de evolutionaire ontwikkeling van de orchideeënfamilie (Orchidaceae).
In de lente van 1973 werd Dodson benoemd tot directeur van de nieuw opgerichte Marie Selby Botanical Garden in Sarasota, Florida, voor welke instelling hij in 2009 nog steeds "Honorary Curator of Orchidaceae" is. In 1975 beschreef hij het geslacht Dressleria (vernoemd naar Robert Dressler), dat onder andere soorten van het bestaande geslacht Catasetum omvat, en waaraan hij ook andere soorten van Clowesia in onder bracht.
Naast het publiceren van artikels gerelateerd aan orchideeën werkte hij aan een project om gegevens, met inbegrip van beelden, over de orchideeënfamilie in een database samen te brengen via de website Tropicos.
Calaway Dodson overleed in 2020 op 91-jarige leeftijd.

## Eponiemen
Verschillende andere botanici hebben taxa naar Dodson vernoemd:
- Het orchideeëngeslacht Dodsonia J.D. Ackermann (1979)
- De orchidee Dracula dodsonii Luer (1978)